# Medalla de Sufrimientos por la Patria
La Medalla de Sufrimiento por la Patria fue una condecoración española creada para recompensar a los miembros del Ejército Español y de otras Naciones aliadas, al haber sido heridos en combate.

## Historia
Fue creada por Fernando VII el 6 de noviembre de 1814 para los militares que, siendo prisioneros en Francia, fueron maltratados por su lealtad al rey y sufrieron la afrenta de ser llevados con una cadena al cuello. Todos los cambios de diseño posteriores se realizan sólo sobre la cinta o sobre accesorios que se colocan sobre la cinta, como, por ejemplo, aspas negras para los muertos en combate. 
Por Real Orden de 26 de junio de 1815, se otorga también a paisanos, y por ley de 29 de junio de 1918, se amplía a heridos, contusos y prisioneros.
Real decreto de 10 de marzo de 1920, la medalla por lesiones siempre será pensionada, y se cambia el diseño.
Real decreto de 14 de abril de 1926, se cambia el diseño.
Real orden circular de 2 de agosto de 1927, a las familias de los muertos en combate se les da una versión con un aspa negra sobre la cinta.
Decreto de 15 de marzo de 1940, se cambia el diseño y se añade la prisión o asesinato en la "zona roja".
Por Decreto de 11 de marzo de 1941 (DO. Núm. 59), se modifican las clases y se cambia el diseño.
Decreto 2422/1975, de 23 de agosto, se añaden categorías y se cambia el diseño.
Fue derogada el  19 de julio de 1989, por ley 17/1989 y en 2003 se derogó el decreto de 1975 por Real Decreto 1040/2003
De seguir vigente sería una de las medallas más antiguas del mundo.

### Descripción
La medalla es de oro y esmaltes.
En el anverso laureles, una cadena y un castillo, símbolo de fortaleza, con la inscripción Sufrimiento por la Patria; el reverso liso.

## Clases
- Herido por el fuego enemigo: Cinta amarilla con listas verdes y aspa roja; la repetición de la condecoración supone añadir una nueva aspa.
- Herido por cualquier otra causa: Cinta amarilla.
- Prisioneros de guerra: Cinta naranja. Este fue el motivo de creación de la medalla en 1814.
- Familiares de fallecidos en campaña: Cinta negra.
- Prisioneros en zona roja: Cinta azul.
- Extranjeros: Iguales colores que los anteriores, pero con los colores nacionales sobre su centro.

Por el Reglamento de 23 de agosto de 1975 (DO. Núm. 251) se modifica la distribución anterior en los sentidos siguientes:
- Heridos en tiempo de paz: Cinta verde, de nueva creación.
- Prisioneros en zona roja: Queda obsoleta.
- Extranjeros: No se distinguirá de los nacionales.

| Insignias y Pasadores - Reglamento de 1975 (Decreto 2422/1975) |                                                              |                       |                                                     |                                       |
|                                                                |                                                              |                       |                                                     |                                       |
| Heridos o lesionados por el enemigo en tiempo de guerra        | Heridos o lesionados por otros supuestos en tiempo de guerra | Prisioneros de guerra | Familiares de fallecidos o desaparecidos en campaña | Heridos o lesionados en tiempo de paz |